# Румейська мова
Румейська мова, також тавро-румейська мова, кримсько-грецька мова — мова (іноді класифікується як діалект) надазовських греків (румеїв), що були переселені до Північного Надазов’я з Криму в 1778 році.
Мова належить до індоєвропейської сім’ї, близько споріднена з грецькою; флективна, аналітична із залишками синтетичності (наприклад, давальний відмінок майже відмер, його замінив родовий); номінативної типології (як і всі індоєвропейські).
У 2006 році побачили світ:
- «Румейсько-російський і російсько-румейський словник п’яти діалектів греків Приазов’я», його укладачі — А. А. Діамандопуло-Ріоніс, Д. Л. Демерджі, А. М. Давидова-Діамантопуло, А. М. Шапурма, Р. С. Харабадот, Д. К. Патрича[2][3].
- Румейсько-російсько-новогрецького словник (укладачка - Рімма Харабадот) (близько 6360 слів)

Гімн греків України написаний Донатом Патричою саме румейською, а не урумською.
У англомовному мовознавстві румейська мова іменується англ. Rumaiica, або англ. Crimean Greek, або англ. Mariupol Greek.
Перебуває під загрозою зникнення.

## Теорії походження та особливості
Румейська мова нині — мова етнічна, тобто така, що не є мовою однієї національної єдності, але мовою, яку використовує певна мала група людей. Вона включає п’ять говірок і використовується здебільшого в побутовому спілкуванні. Фактично всі дослідники відзначали, що румейський діалект характеризується наявністю значної кількості тюркізмів, що є результатом етнічної двомовності, яка існувала в румеїв ще в Криму.
Досі невизначеним є питання походження румейської мови. Через брак письмових джерел неможливо встановити, чи пов’язана мова греків Криму безпосередньо з мовою їхніх далеких попередників — мешканців давньогрецьких колоній Північного Причорномор’я, але аналіз діалектів дає можливість зробити деякі висновки відносно зв’язків румейської з грецькими діалектами пізнішої доби. Існує дві найпопулярніші теорії — понтійська та північно-грецька.

### Понтійська версія
Ця теорія походження запропонована Паулем Кречмером на підставі подібності палаталізації в румейській і понтійській мовах, а саме:
[h] перед [e] та [i] переходить в [š]: schon = χιόνι, schnar = χηνάρι, sintischenu = συγτυγχάνω, mascher = µαχαίρι, tsch en = [ου]χ ε νι.
[k] перед [e] та [i] переходить в [č]: schtschili = σκυλί.
Подібність між румейською та понтійською мовами не обмежується палаталізацєю, існує низка подібних синтаксичних особливостей. Перш за все, це використання частки pa, єдиної сентенціальної енклітики, що збереглася в румейській. Вона звичайно маркує логічно виділену частину дискурсу і йде за рядом займенників та прислівників, таких, як усі, усякий, завжди, ніколи і ніде. У понтійські мові ця частка має більш архаїчну форму — pal.
В обох мовах займенникова клітика йде за управляючим дієсловом, наприклад:
понтійська мова: ει πεν 'α τόν — сказав йому.
румейська мова: fénit mi — мені здається.
понтійська мова: 'ατά ε'ιχα να 'έλεγα τον — я повинен був йому сказати.
румейська мова: na sas l’éγu — я вам скажу.
Це дуже важливо, оскільки в понтійській, на відміну від румейської, немає тенденції зберігати або формувати ланцюжки клітик.
Проте при детальнішому аналізі виявляються серйозніші розбіжності: у румейській зберігся тільки один артикль, в той час як у понтійській існує протиставлення визначеного та невизначеного артикля в однині, артикля і нульового артикля у множині. У фонетиці найбільш вражаючим є збереження в понтійській давньогрецької вимови ети (η) як [e:]; в румейській (як і в грецькій) збіглася з вимовою йоти (ι). Наявні розбіжності у відмінюваності. Так, у румейській мові родовий відмінок зберігається переважно в присвійних займенниках та атрибутивних конструкціях: átherpu lahardí — людська мова (átherpus — людина), kl’éft'a spit — будинок грабіжника (kl’éft'as — грабіжник). На відміну від понтійської, у румейській мові немає семантичного протиставлення сильних і слабких займенникових форм, а також не збереглися давньогрецькі присвійні займенники.
Понтійську гіпотезу аргументовано спростував ще 1934 року М. В. Сергієвський.

### Північногрецька версія
Теорія близькості румейської мови до північногрецьких діалектів також належить Паулю Кречмеру. Ця теорія нині популярніша серед дослідників новогрецької мови. Серед основних аргументів відзначаються:
Зникнення ненаголошеного [i], наприклад, у слові джерело:
північно-грецькі діалекти: πιγάδ
румейська мова: piγáδ'
новогрецька мова: πηγάδι.
Ненаглошений [e] звужується і переходить в [i], наприклад, у слові дитина:
північно-грецькі діалекти: πιδί
румейська мова: piδíts
новогрецька мова: παιδί
Аналогічне й звуження ненаголошеного [о] в [u], наприклад, у слові дівчина:
північно-грецькі діалекти: κουρίτσ’
румейська мова: kurtsíts
новогрецька мова: κορίτσι
Родовий відмінок не використовується як відмінок непрямого додатку. Втім слід визнати малопереконливість цих доказів, оскільки зникнення кінцевого ненаголошеного [i] і звуження голосних [е] і [o] взагалі характерне для низки грецьких діалектів. Невживання родового відмінку як відмінку непрямого доповнення викликане в румейській мові і в північногрецьких діалектах принципово різними причинами: в румейській його фактично немає взагалі, а у північногрецьких діалектах він виконує інші функції.

## Історія
Власне в Криму грецька мова з’явилася ще за часів давньогрецької колонізації, продовжуючи підтримувати свої позиції і за часів панування Візантії, коли центром грецького Криму стає Херсонес. Після послаблення Візантії в результаті Четвертого хрестового походу 1204 року, християни Криму (Константинопольського патріархату) продовжують існувати в межах князівства Феодоро.
Проте масова міграція греків в Північне Надазов’я відбулась наприкінці XVIII століття. В Криму в умовах політичного (і частково економічного) татарського домінування частина греків перейшла на своєрідну тюркську мову, близьку до кримсько-татарської — так звану урумську, при цьому грекомовні румеї, як правило, володіли одночасно обома мовами, уруми ж, навпаки, частіше не знали румейської. Тим не менше вплив урумської мови відчувається тільки в лексиці румейської. Терміни «румейський» та «урумський» є самоназвами й у науковий вжиток увійшли відносно пізно; раніше використовувалися невдалі чи громіздки описові звороти «маріупольські грецькі діалекти» (неправильно через те, що саме місто Маріуполь було якраз переважно татаромовним), «надазовські грецькі діалекти», «мова надазовських греків» (в Надазов’ї існували й носії понтійського діалекту) тощо. Самі греки Надазов’я розрізняли себе за мовною ознакою термінами «базарьоти» (татарофони; мешканці «базару», тобто Маріуполя) і «тати» (елінофони; слово темного походження; принаймні з кавказькими татами нічого спільного не має).
В добу радянської політики коренізації румейська мова виявилась істотним етноутворюючим чинником і була популярнішою, ніж урумська. Про це свідчать такі факти: викладання в школах 30-х років вводилося румейською мовою і ніколи не вводилося урумською; румейською видавалися газети, друкувалися книги (у бібліографії С. О. Калоєрова містяться відомості про 23 грецьких письменників України, з них тільки двоє пишуть урумською). Існував Маріупольський грецький драматичний театр, де п’єси йшли румейською, а не урумською мовою. Таким чином, саме румейська на противагу урумській виявляється мовою, з якою пов’язане в надазовських греків поняття своєї етнічності.
Мовознавець Олена Всеволодівна Перехвальська відзначає, що для румеїв на сучасному етапі домінуючою мовою — письмовою та мовою спілкування на виробництві, у школі та в громадських місцях є російська мова, і, спілкуючись своєю етнічною мовою, носій румейської не може вийти за вузькі рамки повсякденних тем. Загалом румейська мова функціонує і, відповідно, передається виключно як мова діалогічного мовлення. Дослідниця припускає, що румейська мова передається і запам'ятовується як набір формул «питання — відповідь», які спочатку запам'ятовуються як цілісні кліше. Саме з цим пов'язаний той факт, що більшості інформантів під час польових досліджень було важко перекладати окремі лексеми — їм доводилось відтворювати цілі фрази, які мають у своєму складі цю лексему, і тільки після цього вони називали необхідне слово.

## Діалекти

### Класифікація Спиридонова
Одні з перших дослідників 1930-х років І. І. Соколов, Д. Спиридонов і М. В. Сергієвський запропонували виділити п’ять говірок в діалекті надзовських греків за фонетичними ознаками та ступенем близькості до сучасної грецької літературної мови. Зокрема, Д. Спиридонов поділив говірки румейського діалекту на такі п’ять груп, притаманних наступним населеним пунктам Надазов’я:
| Діалект | Румейські поселення                                                |
| ------- | ------------------------------------------------------------------ |
| 1       | Ялта, Урзуф (Приморське)                                           |
| 2       | Стила, Велика Новосілка, Константинополь (Фуна), Анадоль           |
| 3       | Велика Каракуба (Роздольне), Нова Каракуба (Червона поляна), Бугас |
| 4       | Сартана (Приморськ), Чермалик (Заможне)                            |
| 5       | Чердакли (Кременівка), Мала Янісоль (Куйбишеве), Нова Янісоль      |

Мовознавці А. Білецький та Т. Чернишева погодилися з класифікацією за групами, лише висновувавши, що румейська не діалект, а самостійна мова.

### Класифікація Гаркавця
Сучасний дослідник мов греків України Олександр Гаркавець наводить детальнішу класифікацію румейських діалектів, відштовхуючись від їх розселення в Криму та пізнішого в Надазов’ї:
| Діалект            | Румейські поселення                                 | Румейські поселення |
| Діалект            | Поселення Надазов’я                                 | Поселення Криму |
| ------------------ | --------------------------------------------------- | --- |
| Урзуф-ялтинський   | Урзуф (Гурзуф, Маджар)                              | Гурзуф Кизил-Таш |
| Урзуф-ялтинський   | Ялта                                                | Біюк-Ламбат Кучук-Ламбат Магарач Марсанда (Масандра) Нижня Аутка Верхня Аутка Никита Ялта                                |
| Великоянисольський | Велика Новосілка (Великий Янисоль, Велика Єні-Сала) | Салгирбаши Єні-Сала |
| Великоянисольський | Стила                                               | Стиля |
| Великоянисольський | Константинополь (Демерджі, Фуна)                    | Алушта Демерджі (Фуна) Куру-Узень Кучук-Узень Улу-Узень                                                                  |
| Каракубський       | Роздольне (Велика Каракуба, Каракуба) i висілок     | |
| Каракубський       | Красна Поляна (Нова Каракуба)                       | Аргин-Каракоба Каракоба                                                                                                  |
| Сартанський        | Сартана                                             | Сартана |
| Сартанський        | Заможне (Чермалик) i висілок                        | |
| Сартанський        | Македонівка                                         | Айланма (Аслама?) Капсіхор Чермалик Шелен                                                                                |
| Малоянисольський   | Кременівка (Чердакли)                               | Байсу Чердакли |
| Малоянисольський   | Куйбишеве (Малоянисоль, Мала Єнісала) i висілок     | |
| Малоянисольський   | Новий Янисоль                                       | Джемрек Єні-Кой (Малий Яникуль, Бурульча, Єні-Кой) Єні-Сала (Янкуль, Карасубаши, Єні-Сала, Мала Єні-Сала) Уйшунь (Усунь) |

Різниця між окремими діалектами буває значною, аж до випадків повного нерозуміння. Так, питання «де ти був?» у Каракубі вимовляється [пу́ і́сун?], в Сартані — [пу́ і́сни?], в Стилі — [пу́ і́нуниш?], в Урзуфі — [пу́ і́сунсь?]. Інший приклад: слово «голова» (грец. κεφάλι) вимовляється як [тіфаль] (Маджарь=Гурзуф), [тюфаль] (Стила), [тьфаль] (Чурмалих=Чермалик), [фтял] (Сартана), [фчал] (Харахла=Мало-Янісоль) і навіть [чвал] (Чардахлу=Чердакли).
З огляду на велике розмаїття діалектів і несформованість літературної мови викладання в школах (в тридцяті роки) велося димотикою, а в літературі допускалися тексти різними діалектами (зі значною перевагою сартанського та малоянісольського). При цьому, якщо пізніші дослідники характеризували мову віршів Георгія Костоправа як сартанську говірку зі значними лексичними та фразеологічними запозиченнями з новогрецької, то сучасники Костоправа з того ж самого приводу іноді дорікали йому за «засмічення» літературної мови провінціалізмами (характерно, що серед них був носій власне новогрецької мови Амфіктіон Димітріу), а іноді, навпаки, хвалили його за майстерне використання евфонічних можливостей діалекту.

## Писемність
До двадцятих років XX століття румейська мова не мала писемності. Освічені надазовські греки користувалися на письмі новогрецькою мовою, малозрозумілою для загалу; в школах викладалася грецька у формі кафаревуси, вже зовсім незрозумілої, як і мова богослужінь у церквах. Щоправда, існував фольклор і (що важливо) народна авторська поезія, а вона іноді записувалася авторами або шанувальниками. Але усталеної норми не існувало.
Ситуація змінилася під час кампанії так званої коренізації. 1927 року було створено абетку на основі сучасної грецької, але значно спрощеної: в основу було покладено фонетичний принцип, і для звука [e] використовувалася лише літера ε (незалежно, чи походив цей звук від історичного ε чи αι), для звука [i] — ι (історично це могли бути ι, η, υ, ει, οι, υι) тощо. Літера η взагалі не вживалася, υ використовувалася для позначення звука [u] (замість сполучення ου, яке використовується у «власне» грецькій), грецькі діграфи αυ та ευ замінялися на αβ (αφ) та εβ (εφ), літера σ вживалася лише у формі ς (в грецькій мові ця форма використовується тільки наприкінці слова). Повністю вилучалися з румейської абетки літери ξ, ψ, ω (замінялися відповідно на κς, πς, ο). Характерно, що ці спрощення запроваджувалися також і для інших варіантів грецької мови в Радянському Союзі: понтійського діалекту, на якому видавалася періодика й книжки, наприклад, у Ростові-на-Дону, і димотики (преса на Чорноморському узбережжі Грузії). Значне спрощення орфографії (а тому й можливості оволодіння письмом) супроводжувалося втратою етимологічної перспективи, «історичної пам’яті» мови. При цьому не було як слід розв’язано питання додаткових звуків, які з’явилися після періоду античності як в новогрецькій (наприклад, [ц]), так і, особливо, в румейській мові. Для таких звуків було запропоновано диграфи, які, однак, вживалися непослідовно. Крім того, деякі сполучення літер все одно читалися неоднозначно: так, μπ могло мати звукове значення [б], а могло й [мб], νκ — [ґ] і [нґ], ντ — [д] і [нд] тощо.
Таким чином, абетка, що використовувалася в 1927–1937 роках, мала такий вигляд:
| Літера | Відповідає українському звукові   |  | Літера | Відповідає українському звукові |
| ------ | --------------------------------- |  | ------ | ------------------------------- |
| Αα     | а                                 |  | Μμ     | м                               |
| Ββ     | в                                 |  | Νν     | н                               |
| Γγ     | г                                 |  | Οο     | о                               |
| Δδ     | — (як англійське th у слові that) |  | Ππ     | п                               |
| Εε     | е                                 |  | Ρρ     | р                               |
| Ζζ     | з                                 |  | Σς     | с                               |
| Θθ     | — (як англійське th у слові thin) |  | Ττ     | т                               |
| Ιι     | і або и                           |  | Υυ     | у                               |
| Κκ     | к                                 |  | Φφ     | ф                               |
| Λλ     | л                                 |  | Χχ     | х                               |

Диграфи (сполучення літер):
| Диграф     | Фонетичне значення |
| ---------- | ------------------ |
| μπ         | б або мб           |
| νκ         | ґ або нґ           |
| ντ         | д або нд           |
| γι+голосна | й                  |
| ςς         | ш                  |
| ζζ         | ж                  |
| τς         | ц                  |
| τςς        | ч                  |
| τζ         | дз                 |
| τζζ        | дж                 |

Після розгрому румейської культури наприкінці тридцятих років друк припинився; ті румеї, що встигли одержати освіту в радянських школах, у побуті використовували грецьке письмо, решта пристосовувала до румейської мови кирилицю в українському або російському варіанті. Лінгвісти користувалися також кирилицею, долучаючи до неї або додаткові грецькі літери, або диграфи на позначення міжзубних δ та θ та для розрізнення проривного ґ від фрикативного г (від 1952 року відновилися польові дослідження румейської мови). Нечисленні румейські літератори, що вижили після репресій, також звернулися до кирилиці. Кирилицею розповсюджувався своєрідний румейський «легальний самвидав» (зокрема, рукописний переклад «Кобзаря», зроблений Леонтієм Кир’яковим і Антоном Шапурмою та оформлений Лесем Кузьмінковим,— на нього навіть було кілька друкованих рецензій!), кирилицею ж було видано першу після тридцятих років поетичну збірку «Ленін живе» (1973, цитувалася вище); для цього видання український еллініст А. Білецький розробив орфографію. В його системі після непалаталізованих голосних вживалася російська літера ы замість и, аналогічно розрізнялися э та е; проривний ґ позначався як кг, міжзубні δ — як дъ і θ — як тъ. Ця система використовується й дотепер з незначними відмінностями. Український варіант абетки, запропонований тим же Білецьким раніше (в його статті 1970 року), не зажив популярності.

## Лексика
Крім загальногрецького лексичного тезаурусу, в румейській мові наявні цікаві архаїзми, успадковані від візантійського періоду (такі, що не збереглися в сучасній літературній грецькій), іноді навіть запозичені з латини. Так, румейське віглі́зу (дивлюся) походить від грецького (візантійської доби) βιγλίζω, яке в свою чергу пішло від лат. vigilo.
Природно, що за час довгого співіснування з кримськими татарами в румейській мові з’явилося багато тюркізмів, а за останні двісті років — також запозичень із української та російської. Приклади тюркізмів: хутхарае́ву, хутхараі́зу < хуртармах < тур. kurtarmak; биритет < тур. bereket; дуґу́ш (війна) < тур. dögüş (бійка).
Серед українізмів; кува́лс < коваль, рушни́к < рушник, мо́рква < морква. Росіянізми переважають над українізмами і в останні десятиріччя витісняють їх. Так, замість виде́лка стали казати ви́лка, замість узва́р — кампо́т тощо. Серед носіїв мови розповсюджена думка, що давні українізми — це нібито питомі грецькі слова.
Особливо великих масштабів приплив російських запозичень набув у період коренізації. В монографії, присвяченій проблемі літературної мови греків Радянського Союзу, наведено цікавий аналіз фрази з газети «Колехтивістис» (число 30 від 23 травня 1933): «Στό ποςιόλοκ Κιρίλοβκα το παρτινι γιατζέικα πρέπι ακόμα τι άλο πολά να ςικόςι το τακςικό-τυ ςατχτλίχ». Тут слово ποςιόλοκ запозичено з рос. посёлок, γιατζέικα — рос. ячейка, πολά — грецьке (димотичне) «багато», ςικόςι (σηκώσι) — «піднято», τακςικό (ταξικό) — «класове», а ςατχτλίχ — це татарське «пильність». Інші приклади тогочасних запозичень з димотики та російської наведено в статті «Колехтивістис», розділ «Особливості змісту».